# Wagneriopteris simulata
Wagneriopteris simulata là một loài thực vật có mạch trong họ Thelypteridaceae. Loài này được (Davenp.) Á. Löve & D. Löve miêu tả khoa học đầu tiên năm 1977.